# Município de Recovery (condado de Mercer, Ohio)
O município de Recovery (em inglês: Recovery Township) é um município localizado no condado de Mercer no estado estadounidense de Ohio. No ano de 2010 tinha uma população de 1.621 habitantes e uma densidade populacional de 25,71 pessoas por km².

## Geografia
O município de Recovery encontra-se localizado nas coordenadas 40° 26′ 24″ N, 84° 44′ 30″ O. Segundo o Departamento do Censo dos Estados Unidos, o município tem uma superfície total de 63.04 km², da qual 62,9 km² correspondem a terra firme e (0,22 %) 0,14 km² é água.

## Demografia
Segundo o censo de 2010, tinha 1.621 habitantes residindo no município de Recovery. A densidade populacional era de 25,71 hab./km². Dos 1.621 habitantes, o município de Recovery estava composto pelo 97,84 % brancos, o 0,06 % eram afroamericanos, o 0,06 % eram asiáticos, o 0,49 % eram insulares do Pacífico, o 0,62 % eram de outras raças e o 0,93 % eram de uma mistura de raças. Do total da população o 0,93 % eram hispanos ou latinos de qualquer raça.